# Kamalanagar, Shiggaon
Kamalanagar là một làng thuộc tehsil Shiggaon, huyện Haveri, bang Karnataka, Ấn Độ.